# Arthur Roy Clapham
Arthur Roy Clapham est un botaniste et un écologue britannique, né le 24 mai 1904 à Norwich et mort le 18 décembre 1990.

## Biographie
Son père est George Clapham, maître d’école. Il grandit à Norwich et passe ses vacances scolaires dans la ferme d’un oncle maternel à Forncett. Il y développe son intérêt pour la nature et les plantes en particulier. Il part poursuivre ses études au Downing College de Cambridge où il suit les cours de Frederick Frost Blackman (1866-1947) et de George Edward Briggs (1893-1985). Il est surtout influencé par Humphrey Gilbert-Carter (1884-1969). Il se lie d’amitié avec Sir Harry Godwin (1901-1985).
En 1927, il commence à travailler à la station expérimentale de Rothamsted. L’année suivante, il commence à travailler avec Sir Ronald Aylmer Fisher (1890-1962) sur le développement de méthode d’échantillonnage pour des essais de terrain. Il se spécialise alors sur l’emploi de méthode statistique, qu’il utilisera durant le reste de sa carrière. C’est durant ses recherches qu’il rencontre sa future femme, Brenda Stoessiger, étudiante auprès de Karl Pearson (1857-1936) à l’University College de Londres. Ils se marient en mars 1933.
En 1930, Clapham devient démonstrateur en botanique à Oxford et commence, sous l’influence de Sir Arthur George Tansley (1871-1955) à s’intéresser à l’écologie. Il lui suggère d’appliquer ses méthodes statistiques à l’étude de la répartition de la végétation. Clapham publie sa première publication en 1932 et rejoint la British Ecological Society. Ces travaux vont influencer des écologues comme Alexander Stuart Watt (1892-1985).
Outre sa charge de pédagogue, Clapham s’intéresse à la physiologie végétale. Avec Thomas Gaskell Tutin (1908-1987) et Edmund Frederic Warburg (1908-1966), il consacre l’essentiel de son temps à la préparation d’une flore britannique qui paraît en 1952, sous le nom de Flora of the British Isles. Avec sa femme et avec Sir Harry Godwin (1901-1985), il étudie les pollens utilisés en paléontologie.
En 1938, il devient professeur de botanique à l’université de Sheffield où il participe à la fondation de l’école d’écologie aux côtés de William Harold Pearsall (1891-1964) et de Verona Margaret Conway (1910-1986). Il joue un rôle très important dans la cartographie de la végétation britannique qui aboutit à la parution, en 1962, de l’Atlas of the British Flora de Franklyn Hugh Perring (1927-) et de Stuart Max Walters (1920-2005). Il devient membre de la Royal Society en 1959 et de la Nature Conservancy. Il préside la Société linnéenne de Londres de 1967 à 1970. En 1969, il est fait Commandeur de l’Ordre de l'Empire britannique (CBE). Il prend alors sa retraite mais reste très actif. Il fait paraître en 1975, avec Barbara Evelyn Nicholson, The Oxford Book Trees.

## Source
- Donald Pigott (1992). Obituary: Arthur Roy Clapham, CBE, FRS (1904-1990), Journal of Ecology, 80 (2) : 361-365.